# 台湾青荚叶
台湾青荚叶（学名：Helwingia japonica sp. formosana）为山茱萸科青荚叶属下的一个亚种。

## 扩展阅读
- 維基物種上的相關：台湾青荚叶